# جمعية مرشدات أنتيغوا وبربودا
جمعية مرشدات أنتيغوا وبربودا هي المنظمة الإرشادية الوطنية في أنتيغوا وبربودا. تأسست في عام 1931، ، وإنضمنت كعضو مشارك في الجمعية العالمية للمرشدات وفتيات الكشافة في عام 1984 وعضوا كامل العضوية في عام 2002. المنظمة للفتيات فقط وتضم 718 عضوة (اعتبارا من 2003).